# Järfälla IBK
Järfälla IBK (tidigare Kista/Järfälla IBK) var en innebandyklubb i Järfälla i Sverige. Klubben spelade vanligen i Jakobsbergs sporthall. År 2023 sammanslogs föreningen med Bele Barkarby .
Järfälla IBK bildades 1983 och är därmed en av Sveriges äldsta innebandyklubbar.
 Senaste gången Järfälla var i slutspel var 2004/2005 då man åkte ut mot AIK med 3-0 i matcher. Järfälla fick, på grund av publikkapaciteten i Jakobsbergs Sporthall, spela sin hemmamatch i Järfälla Ishall.
Säsongen 2009/2010 slutade Järfälla sist i Svenska Superligan för herrar och fick därmed respass ur högsta serien, för första gången sedan man gick upp 1990/1991, vilket innebär att laget spelar i den nya "Allsvenskan" som startade hösten 2010.
Säsongen 2022/2023 spelade herrlaget i division 2. Från och med säsongen 2023/24 uppgår föreningen i nya Järfälla Bele Innebandy

## ELD-kedjan
Järfälla IBK:s förra första-kedja kallades ELD-kedjan och bestod av Mats Egnell, Joakim Lindström och Fredrik Djurling. Spelarna i kedjan gjorde över 800 poäng för Järfälla, varav 419 som en och samma kedja. Kedjan rankades under 2005 som Elitseriens bästa kedja. Kedjan har splittrats två gånger, första gången när Mats Egnell gick till Falun (men återvände efter ett par månader i Falun) och en till sist när Djurling och Egnell i april 2007 lämndade för AIK. Numera spelar varken Lindström, Egnell eller Djurling kvar i Järfälla. Jocke Lindström var däremot aktiv i laget som lagledare efter karriären.  

## Tidigare spelare
- Niclas Olofsson, Målvakt (00/01-05/06) Slutat. Två VM-guld (-04 och -06) 37 A-landskamper
- Joakim Lindström, Forward (94/95-07/08) Slutat Två VM-guld (-02 och -04) 25 A-landskamper (15 mål + 13 ass. = 25 poäng)
- Fredrik Djurling, Center (99/00-06/07) Slutat. Två VM-guld (-04 och -06) 71 A-landskamper (21 mål + 20 ass. = 41 poäng)
- Mats Egnell,  Forward (03/04-05/06, januari 2007 - maj 2007, 2010). Slutat. Över 100 poäng på fyra år.
- Jimmy Gunnstedt, Back (03/04, 05/06) Slutat. Ett VM-guld (-00) 32 A-landskamper(8 mål + 6 ass. = 14 poäng)
- Stefan Wahlman, Forward (96/97-00/01) 2 A-landskamper. Slutat.
- Roger Eliasson, Back (98/99-01/02) Slutat. Världsrekord i Speedshooting
- Jonas Hansson,  Back (01/02-03/04, 06/07-08/09). Spelar i Handen.
- Emil Fredheim, Back (02/03-06/07). 6 A-landskamper. Slutat.